# 269
269是268與270之間的自然數。

## 在數學中
- 第57個質數。前一個為263、下一個為271。
  - 第18對孿生質數，為（269、 271）。
  - 畢達哥拉斯質數
  - 陳質數
  - 強質數
  - 愛森斯坦質數
  - 此數字雖然是自然質數，但不是高斯質數。前一個有此性質的自然質數是257、下一個是277。（OEIS數列A002313）

其第一象限之高斯質數的整数分解為{\displaystyle \left(13+10i\right)\times \left(13-10i\right)}。
- 十进制的等數位數。
- 3個連續質數和（83+89+97）

## 在人類文化中
- One-Two-GO航空269號班機
- 鐵達尼號艦長269.06公尺
- 葛摩和馬約特的國際電話區號為269
- 密西根州的部分地區北美洲電話區號為269
- 西班牙國鐵251型電力機車是繼1970年代的269型以後，第二款採用日本機車技術的電力機車
- 物體279的車體正面裝甲厚達269公厘
- 宜蘭縣冬山鄉的郵遞區號為269

## 在科學中
- 1908年7月10日，海克·卡末林·昂內斯首次液化了氦氣，以-269°C（4K）刷新了人造低溫的新紀錄
- 地球上自然存在約339种核素，其中269種是穩定的
- 氬-39有269年的半衰期，可以用於測定地下水和冰層的年齡

## 在地理中
- 約翰尼斯堡面積約269平方公里
- 塔爾博特郡 (馬里蘭州)的陸地面積為269平方英里
- 元山位於朝鮮半島東岸的元山灣，面積：269平方公里

## 在天文中
- NGC 269 是杜鵑座的一個星系

## 在其他領域中
- 西元269年和前269年
- 極地衛星運載火箭第一節的比沖為269秒